# Rio Dogaru
O Rio Dogaru é um rio da Romênia, afluente do Dobra, localizado no distrito de Sibiu.